# Afterburn (film)
Afterburn este un viitor film american de acțiune științifico-fantastic post-apocaliptic regizat de J. J. Perry⁠(d) și scris de Matt Johnson. Se bazează pe seria Red 5 Comics⁠(d) cu același nume a lui Scott Chitwood și Paul Ens. Povestea are loc la un deceniu după ce tehnologia Pământului a fost decimată de o erupție solară. Dezvoltarea inițială a început în 2018, a fost oprită și repornită în 2024.

## Distribuție
- Dave Bautista ca Jake, un fost soldat care lucrează ca vânător de comori care caută obiecte produse înainte de erupție pentru clienți puternici, printre acestea fiind și Mona Lisa.[1]
- Samuel L. Jackson ca Valentine, un luptător pentru libertate.[1]
- Olga Kurylenko ca Drea, o luptătoare pentru libertate.[5]
- Kristofer Hivju⁠(d)[5]

## Producție
Filmarea principală a început la 10 mai 2024, în Bratislava, Slovacia. Filmările s-au încheiat la 27 iunie. 